# Мезень (Белохолуницкий район)
Мезень — деревня в Белохолуницком районе Кировской области. Входит в Поломское сельское поселение.

## География
Находится на расстоянии примерно 37 километров по прямой на север от районного центра города Белая Холуница.

## История
Известна с 1678 года, когда в ней было учтено 3 двора. Вотчина Успенского Трифанова монастыря. В 1764 году 40 жителей. В 1873 году в ней было учтено дворов 5, жителей 42, в 1905 году дворов 7 и жителей 45, в 1926 8 и 22 соответственно, в 1950 9 и 36. В 1989 году проживало 48 человек.

## Население
Постоянное население  составляло 28 человек (русские 100%) в 2002 году, 28 в 2010.